# Балкони Роси (Верона)
Балкони Роси је насеље у Италији у округу Верона, региону Венето.
Према процени из 2011. у насељу је живело 35 становника. Насеље се налази на надморској висини од 99 м.